# Turniej kobiet w piłce ręcznej plażowej na Plażowych Igrzyskach Azjatyckich 2012
Turniej w piłce plażowej kobiet podczas III Plażowych Igrzysk Azjatyckich w Haiyan odbył się w dniach od 16 do 22 czerwca 2012 roku. Do rywalizacji przystąpiło 10 drużyn, podzielonych na dwie grupy. W każdej z nich zmagania toczyły się systemem kołowym (tj. każdy z każdym, po jednym meczu), a po dwa najlepsze zespoły uzyskały awans do półfinałów. Zwycięzcy półfinałów rywalizowali o pierwsze miejsce w meczu finałowym. Złoto zdobyła reprezentacja Chin.

## Faza grupowa

### Grupa A
Tabela
| Poz. | Reprezentacja         | Pkt | Mecze | Mecze | Mecze | Sety  | Sety | Sety  | Małe punkty | Małe punkty | Małe punkty |
| Poz. | Reprezentacja         | Pkt | M     | Z     | P     | zdob. | str. | ratio | zdob.       | str.        | ratio       |
| ---- | --------------------- | --- | ----- | ----- | ----- | ----- | ---- | ----- | ----------- | ----------- | ----------- |
| 1    | Chińskie Tajpej (TPE) | 6   | 4     | 3     | 1     | 7     | 2    | +5    | 110         | 73          | +37         |
| 2    | Wietnam (VIE)         | 6   | 4     | 3     | 1     | 6     | 3    | +3    | 118         | 96          | +22         |
| 3    | Turkmenistan (TKM)    | 4   | 4     | 2     | 2     | 4     | 4    | 0     | 88          | 104         | -16         |
| 4    | Japonia (JPN)         | 4   | 4     | 2     | 2     | 5     | 5    | 0     | 97          | 87          | +10         |
| 5    | Indie (IND)           | 0   | 4     | 0     | 4     | 0     | 8    | -8    | 73          | 126         | -53         |

Legenda: Poz. – pozycja, Pkt – liczba punktów, M – liczba meczów, Z – mecze wygrane, P – mecze przegrane, zdob. – punkty zdobyte, str. – punkty stracone
Mecze
16 czerwca 2012
| Japonia      | 2:1 (9-7, 4-8, 4-0) | Chińskie Tajpej |
| Turkmenistan | 0:2 (10-13, 13-16)  | Wietnam         |

17 czerwca 2012
| Chińskie Tajpej | 2:0 (17-12, 20-9)  | Indie           |
| Turkmenistan    | 2:0 (17-16, 7-6)   | Japonia         |
| Wietnam         | 0:2 (10-16, 10-11) | Chińskie Tajpej |

18 czerwca 2012
| Indie        | 0:2 (6-15, 9-21)  | Wietnam         |
| Turkmenistan | 0:2 (9-11, 6-20)  | Chińskie Tajpej |
| Indie        | 0:2 (4-14, 11-13) | Japonia         |

19 czerwca 2012
| Wietnam      | 2:1 (8-11, 16-13, 9-7) | Japonia |
| Turkmenistan | 2:0 (13-12, 13-10)     | Indie   |

### Grupa B
Tabela
| Poz. | Reprezentacja   | Pkt | Mecze | Mecze | Mecze | Sety  | Sety | Sety  | Małe punkty | Małe punkty | Małe punkty |
| Poz. | Reprezentacja   | Pkt | M     | Z     | P     | zdob. | str. | ratio | zdob.       | str.        | ratio       |
| ---- | --------------- | --- | ----- | ----- | ----- | ----- | ---- | ----- | ----------- | ----------- | ----------- |
| 1    | Chiny (CHN)     | 8   | 4     | 4     | 0     | 8     | 8    | +8    | 155         | 61          | +94         |
| 2    | Tajlandia (THA) | 6   | 4     | 3     | 1     | 6     | 2    | +4    | 137         | 84          | +53         |
| 3    | Jordania (JOR)  | 4   | 4     | 2     | 2     | 4     | 4    | 0     | 94          | 105         | -11         |
| 4    | Hongkong (HKG)  | 2   | 4     | 1     | 3     | 2     | 6    | -4    | 74          | 113         | -34         |
| 5    | Filipiny (PHI)  | 0   | 4     | 0     | 4     | 0     | 8    | -8    | 44          | 146         | -102        |

Legenda: Poz. – pozycja, Pkt – liczba punktów, M – liczba meczów, Z – mecze wygrane, P – mecze przegrane, zdob. – punkty zdobyte, str. – punkty stracone
Mecze
16 czerwca 2012
| Jordania | 2:0 (17-2, 21-9) | Filipiny |

17 czerwca 2012
| Chiny     | 2:0 (15-14, 15-8) | Tajlandia |
| Tajlandia | 2:0 (18-6, 17-3)  | Filipiny  |
| Hongkong  | 0:2 (9-10, 7-11)  | Jordania  |

18 czerwca 2012
| Jordania | 0:2 (5-17, 6-21)  | Chiny     |
| Filipiny | 0:2 (6-11, 7-14)  | Hongkong  |
| Hongkong | 0:2 (13-20, 8-20) | Tajlandia |
| Chiny    | 2:0 (22-5, 26-6)  | Filipiny  |

19 czerwca 2012
| Chiny     | 2:0 (19-6, 20-11) | Hongkong |
| Tajlandia | 2:0 (21-6, 19-18) | Jordania |

## Faza zasadnicza

### Mecz o miejsca 9-10
20 czerwca 2012
| Indie | 2:0 | Filipiny |

### Mecze o miejsca 5-8

#### Faza pierwsza
20 czerwca 2012
| Turkmenistan | 2:0 | Hongkong |
| Jordania     | 1:2 | Japonia  |

#### Mecz o miejsca 7-8
21 czerwca 2012
| Jordania | 1:2 | Hongkong |

#### Mecz o miejsca 5-6
21 czerwca 2012
| Turkmenistan | 1:2 | Japonia |

### Półfinały
21 czerwca 2012
| Chińskie Tajpej | 2:1 | Tajlandia |
| Chiny           | 2:0 | Wietnam   |

### Mecz o brązowy medal
22 czerwca 2012
| Tajlandia | 1:2 | Wietnam |

### Finał
22 czerwca 2012
| Chińskie Tajpej | 0:2 | Chiny |

## Tabela końcowa
| Poz. | Reprezentacja   |
| ---- | --------------- |
|      | Chiny           |
|      | Chińskie Tajpej |
|      | Wietnam         |
| 4    | Tajlandia       |
| 5    | Japonia         |
| 6    | Turkmenistan    |